# Ron Pember
Ronald Henry Pember (* 11. April 1934 in Plaistow, Essex, heute London Borough of Newham; † 8. März 2022 in Southend-on-Sea, Essex) war ein britischer Schauspieler und Bühnenautor.

## Leben
Pember begann seine Karriere als Schauspieler in den späten 1950er Jahren zunächst am Theater. Sein Debüt an den Bühnen Londons hatte er 1959 in der Rolle des Harry in einer Produktion Robert Louis Stevensons Die Schatzinsel am Mermaid Theatre. 1961 folgte sein Fernsehdebüt und drei Jahre später das Kinodebüt. Dieses fand allerdings in Form einer nicht im Abspann genannten Rolle statt. Zwischen 1965 und 1968 spielte er am National Theatre, daran anschließend wieder am Mermaid Theatre, wo er teilweise auch als Regisseur wirkte. Er wirkte in dieser Zeit unter anderem an Produktionen von William Shakespeares Othello und Viel Lärm um nichts mit.
Er war weiterhin in untergeordneten Nebenrollen in Spielfilmen zu sehen, erhielt aber nun auch Gastrollen in im deutschsprachigen Raum populären Fernsehserien wie Department S, Fünf Freunde und Die Profis. Pember war Co-Autor und Komponist des Theatermusicals Jack the Ripper, welches im Juli 1974 im Players’ Theatre uraufgeführt wurde und bis Anfang des folgenden Jahres am Londoner West End aufgeführt wurde. Es erhielt eine Nominierung als bestes Musical bei den Evening Standard Theatre Awards und wurde Ende der 1970er Jahre auch in den Vereinigten Staaten aufgeführt. 2015 erschien die Originalaufnahme der Londoner Aufführung auf CD.
In einer seiner wenigen größeren Filmrollen stellte er 1983 an der Seite von Mel Smith und Billy Connolly die Rolle des Dobbs in der Filmkomödie Ein tollkühner Himmelhund dar. Anfang der 1990er Jahre zog er sich aus dem Showgeschäft zurück.

## Filmografie (Auswahl)

### Fernsehen
- 1968: Simon Templar (The Saint)
- 1969: Randall & Hopkirk – Detektei mit Geist (Randall & Hopkirk (Deceased))
- 1969: Department S
- 1971: UFO
- 1972: Task Force Police (Softly Softly Task Force)
- 1974: Kein Pardon für Schutzengel (The Protectors)
- 1976: Die Füchse (The Sweeney)
- 1978: Fünf Freunde (The Famous Five)
- 1982: Die Profis (The Professionals)
- 1986: Jim Bergerac ermittelt (Bergerac)
- 1991: The Bill

### Film
- 1964: Schlafzimmerstreit (The Pumpkin Eater)
- 1968: Die Hexe des Grafen Dracula (Curse of the Crimson Altar)
- 1969: Oh! What a Lovely War
- 1972: Der junge Löwe (Young Winston)
- 1972: Tunnel der lebenden Leichen (Death Line)
- 1974: Caprona – Das vergessene Land (The Land That Time Forgot)
- 1974: The Concert
- 1975: Wie man sein Leben lebt (The Naked Civil Servant, Fernsehfilm)
- 1976: Schlacht in den Wolken (Aces High)
- 1979: Mord an der Themse (Murder by Decree)
- 1983: Ein tollkühner Himmelhund (Bullshot)
- 1987: Personal Service (Personal Services)